# Ehud Banai

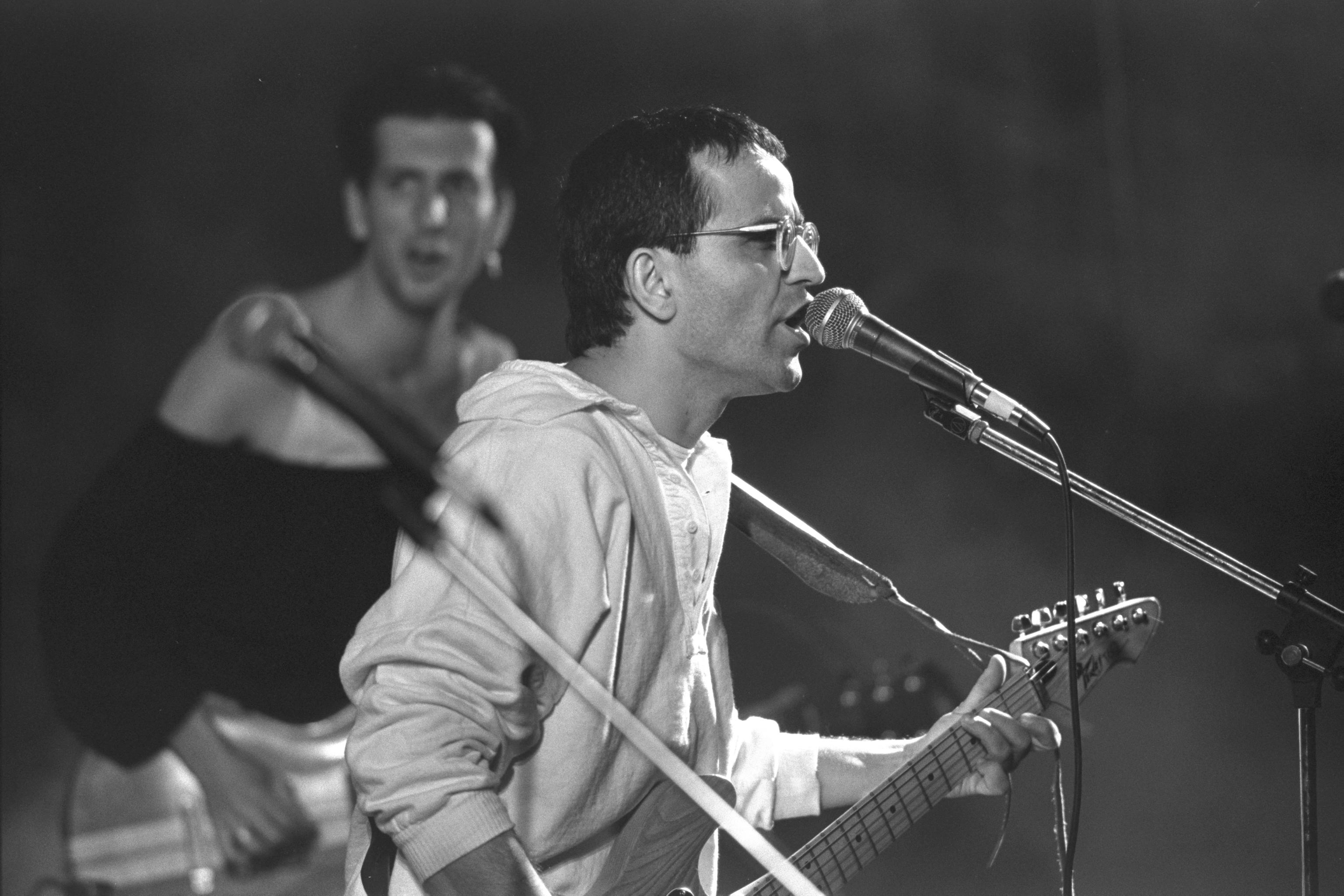
Ehud Banai bei einem Auftritt in Neve Shalom

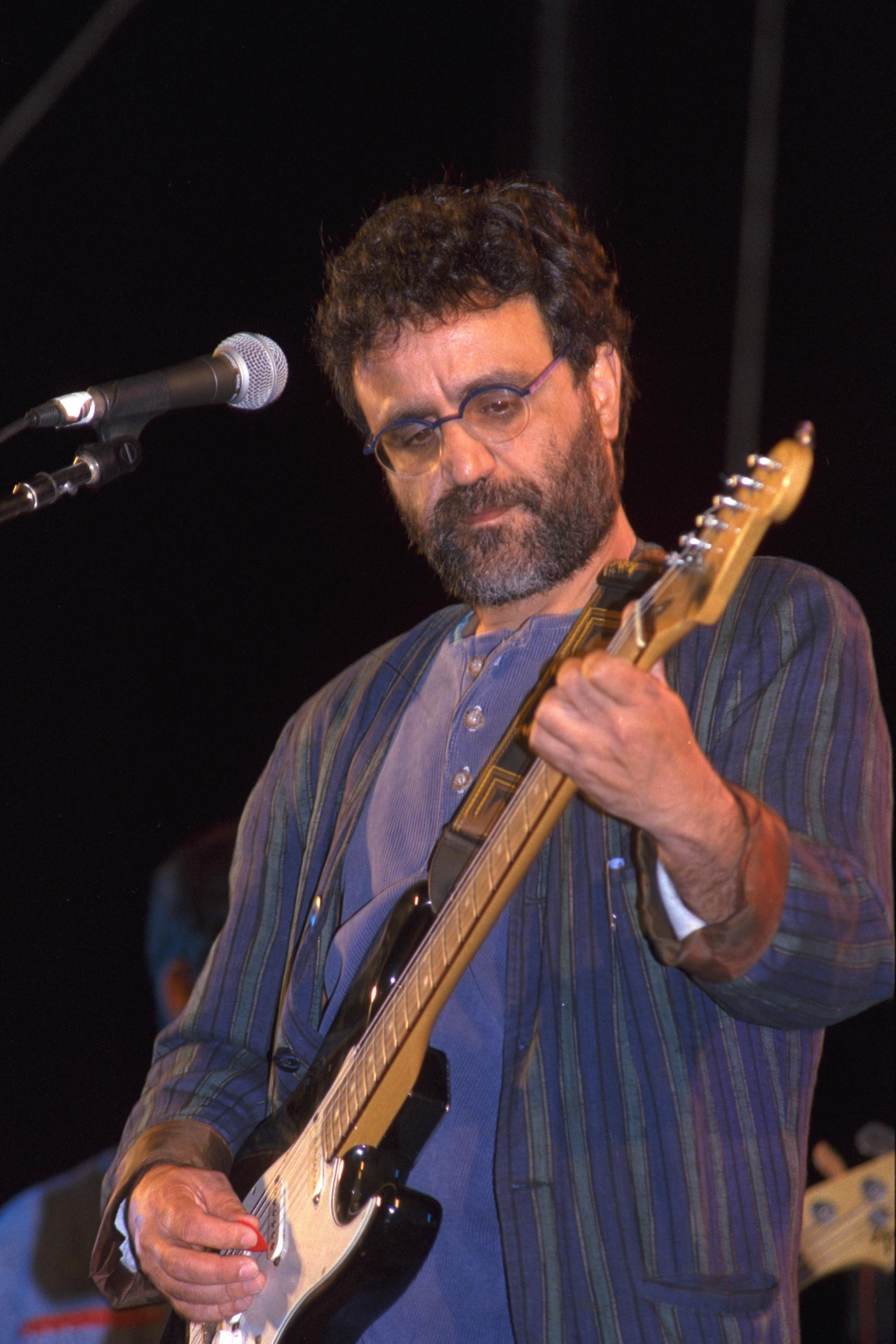
Ehud Banai, 1997

Ehud Banai (hebräisch אהוד בנאי‎; * 31. März 1953 in Jerusalem) ist ein israelischer Singer-Songwriter aus der Familie Banai.

## Leben
Banai wurde in Jerusalem als Sohn des Schauspielers Yaakov Banai aus der Familie Banai geboren, von denen viele als Schauspieler, Sänger und Kreative im Bereich Kunst und Unterhaltung berühmt wurden. Als Kind zog er mit seiner Familie nach Ramat Gan und besuchte die Katzenelson-Schule in Givatayim. 1962 spielte er ein Beduinenkind neben Dina Doron im Film Sinaia. Als Kind lernte er Cello spielen. Er war Mitglied des Borochov-Zweigs der arbeitenden und lernenden Jugend. Banai leistete seinen Militärdienst im Nahal, teilweise im Kibbuz Nir Eliyahu, eine Zeit, die ihn stark beeinflusste. Während dieser Zeit verlor er seinen Freund aus dem Nahal in Bnei Brak. Während seines Militärdienstes begann er, Gitarre zu spielen. Diese Zeit erwähnt er in seinen Büchern und Gedichten.
Viele Jahre lang versuchte er erfolglos, in Israel als Musiker bekannt zu werden. Von verschiedene Produzenten erhielt er Absagen. Auch sein Versuch, in die Weltmusik-Band Natural Selection aufgenommen zu werden, scheiterte. 1982 veröffentlichte Banai seine erste Single "A Yiddishe Rasthaman". Zwei Jahrzehnte später wurde das Lied in sein Album "Tip Tipa" aufgenommen. Das Lied wurde kaum im Radio gespielt, erregte jedoch die Aufmerksamkeit von Sohar Argov, der mit ihm zusammenarbeiten wollte. Argovs Drogenabhängigkeit verhinderte aber eine Zusammenarbeit. Der Dokumentarfilm „Must Move“ unter der Regie von Avida Livni beschreibt diese Zeit in Banais Leben.
1985 schrieb er für die Band Mashina den Hit „Night Train“. Banai schrieb das Lied nach der Melodie des Gitarristen der Band, Shlomi Bracha – der ursprünglich einen anderen Text dazu geschrieben hatte. Der Sänger der Band, Yuval Banai, wandte sich an seinen Cousin Ehud, der einen neuen Text zu dem Lied schreiben sollte. Das Lied wurde in das erste Album der Band  unter seinem Namen aufgenommen. Im selben Jahr schrieb Ehud Banai zwei Songs, die schließlich erfolgreich wurden und viel im Radio gespielt wurden – „City of Refuge“ und „The Golden Calf“. 1986 nahmen Banai und die Flüchtlinge an der umstrittenen Rockoper Mami teil, die ein großer Erfolg war.

## Alben
1987 veröffentlichte Banai sein erstes Album "Ehud Banai and the Refugees", das als eines der wichtigsten Alben im israelischen Rock der 1980er Jahre gilt und Songs über Wut und sozialen Protest enthält. Zum Beispiel protestiert er in seinem Gedicht "Black Labour" gegen die Diskriminierung der äthiopischen Juden und fordert Gleichheit in Israel ("Und wer wusste, ob Abraham nicht schwarz war"; "Sie träumten jahrelang von einem Zuhause und jetzt ist dies Realität, selbst in diesem Haus geht das Exil weiter"). In dem Lied "Mix the Plaster" sang Banai über die arabischen Arbeiter aus Gaza, ihren Weg zwischen den Kontrollpunkten, ihre harte Arbeit und ihr dürftiges Gehalt. In dem Lied "Blood" beklagt Banai den üblen Zustand der Stadt Amsterdam. In dem Lied "Continues to Travel" drückt Banai seinen Ekel gegenüber der Großstadt und das Gefühl der Freiheit aus, wenn er sie verlässt ("Das gefrorene Herz ist aufgetaut / kehrt nicht in die Stadt zurück / reist weiter ...").
1988 schrieb Banai nach Rami Kleinstein den Hit "Wrapped in Mercy" für Ritas zweites Album „Days of Innocence“.
1989 veröffentlichte Banai sein zweites Album "Close", das einen orientalischeren und weniger rockigen Sound hat und viele Songs enthält, die zu Hits wurden, wie "1 Pear Street", "Everyone Knows" und "Northern Winds". Das Lied "Die Vision für Francisco Goya" wurde auch aus dem Album heraus veröffentlicht, wobei Banai ein Duett mit Yehudit Tamir darbot. Das Gedicht wurde von Pinchas Sadeh geschrieben und entspricht dem Gemälde Phantastische Vision von Francisco Goya (veröffentlicht in dem 1970 erschienenen Buch "Poems, 1947–1970"). Diese Begegnung mit Sadeh führte Banai Anfang der 1990er Jahre auch zu einem gemeinsamen Abend mit ihm.
Im selben Jahr veröffentlichte Banai mit seinem Vater Yaakov Banai eine Platte mit dem Titel „Under the Jasmine Discourse“, die persischen Volkslegenden gewidmet ist, die von Banais Vater adaptiert und erzählt wurden. Auf der Platte erzählte Yaakov Geschichten, die er von seinem Großvater Eliyahu Banai hörte, und Ehud begleitete ihn.
1992 wurde Banais drittes Album veröffentlicht, das von Aussie Shiloah produziert wurde, der seitdem auch als persönlicher Manager von Banai fungiert, und an dessen musikalischer Produktion Yehudit Ravitz beteiligt war. Dieses Album mit dem Namen „The Third“ enthält Hits wie „David and Saul“, „Florentine“ und „Do Not Be Afraid“. Die Veröffentlichung des Albums wurde von einer erfolgreichen Tour begleitet.
1996 wurde das vierte Album von Banai, Od Me'at (dt. "Bald") veröffentlicht, das unter anderem die Lieder „Seret Ratz“ (dt. „Film läuft“), „Yotze La'or“ (dt. „Ich trete ins Licht“), „Avi Lach“ (dt. „Ich werde dir bringen“), „Bo HaBayta“ (dt. „Komm nach Hause“) und Banais bis dahin größten Hit „Mahari Na“ (dt. „Mach schnell“) („HaYeled Ben Shloshim“ – dt. „Das Kind ist dreißig Jahre alt“) enthielt. Ein weiteres bekanntes Lied aus dem Album ist „Keshechikiti Lach Al HaSefsel“ (dt. „Als ich auf der Bank auf dich wartete“).

## Diskografie

### Singles (Auswahl)
- 1989: כולם יודעים
- 1989: רוחות הצפון
- 1992: דוד ושאול
- 1992: פלורנטין
- 1996: יוצא לאור
- 1996: מהרי נא
- 1996: אביא לך
- 1998: הכוכב של מחוז גוש דן
- 1998: טיפ טיפה
- 2004: היום
- 2004: בלוז כנעני
- 2006: יוצא לאור
- 2008: נקודה טובה (mit Shuli Rand)
- 2011: אבן ספיר
- 2018: אני כאן (mit Eviatar Banai)
- 2020: אף פעם לא לבד (mit Noam Banai)